# 昌隆
昌隆，是臺灣屏東縣佳冬鄉的一個傳統地域名稱，位於該鄉東北部。相較於今日行政區，其範圍大致包括豐隆村東南半部、昌隆村不含西南部較小凸出部分及東北端、石光村北半部。
本地區境內主要聚落為昌隆、三間屋、泉水溝，設有昌隆國小。

## 歷史
台灣日治初期，昌隆地區為一街庄，稱為「昌隆庄」（舊制街庄），隸屬於港東中里。該庄昔日西及西北與武丁潭庄為鄰，北隔林仔邊溪與新埤頭庄為界，東北隔林仔邊溪支流力溪與糞箕湖庄為界，東邊為大響營庄，南邊為石光見庄。
1901年（日治明治三十四年）11月11日，全台廢縣廳改設二十廳，該庄隸屬於阿猴廳。1904年（明治三十七年）4月15日，該庄編入「茄苳腳區」，隸屬於阿猴廳。1905年（明治三十八年）4月1日，阿猴廳改稱「阿緱廳」。1909年（明治四十二年）10月25日，全台合併二十廳為十二廳，茄苳腳區仍隸屬於阿緱廳。1920年（大正九年）10月1日，全台地方制度大改正，廢十二廳改設五州二廳，該庄改制為「昌隆」大字，隸屬於高雄州東港郡佳冬庄（新制街庄）。
戰後佳冬庄改制為佳冬鄉，隸屬於高雄縣，大字亦改制為村。1950年（民國39年）10月1日，高、屏分治，佳冬鄉改隸屬於屏東縣。
相較於今日行政區，本地區的範圍大致包括豐隆村東南半部、昌隆村不含西南部較小凸出部分及東北端、石光村北半部。

## 聚落
本地區發展較早的聚落為昌隆、三間屋、東勢（已消失）、泉水溝，在日治初期的官方地圖上已有記載。

## 交通
省道台1線又稱「縱貫公路」，是臺北至楓港的傳統平面幹道，經過本地區的昌隆聚落西南側。由該道路北行可前往新埤鄉/南州鄉交界地帶、潮州鎮、萬巒鄉西南端、竹田鄉等地；南行可前往枋寮鄉、枋山鄉，並止於楓港地區的省道台26線路口。
鄉道屏131線是大武丁至下埔頭的道路，經過本地區的三間屋、昌隆等聚落。
鄉道屏135線是昌隆至佳冬的道路，其東北側端點（起點）位於本地區中部略偏西、昌隆聚落西郊的省道台1線路口。

## 學校
- 昌隆國小

## 公務機關
- 屏東縣政府警察局枋寮分局石光派出所